# Actaea (Mond)
Actaea ist der bislang einzige bekannte Mond des Cubewanos und Zwergplaneten-Kandidaten (120347) Salacia. Sein mittlerer Durchmesser beträgt 303 Kilometer; das ist etwa ⅓ des Mutterasteroiden. Daher kann dieses System auch als Doppelasteroidensystem verstanden werden.

## Entdeckung und Benennung
Actaea wurde im September 2006 von Keith S. Noll, Harold F. Levison, Denise C. Stephens und William M. Grundy bei Beobachtungen mit dem Hubble-Weltraumteleskop vom 21. Juli 2006 entdeckt. Durch die Aufnahmen ließen sich beide Komponenten des Systems als klar getrennt erkennen. Actaea wurde bei 0,110 ± 0,002 Bogensekunden Abstand zu Salacia gefunden, mit einer Differenz der scheinbaren Helligkeit von 2,3m. Die Entdeckung wurde am 19. September 2006 bekanntgegeben, fast genau zwei Jahre nach der Entdeckung des Mutterasteroiden; der Mond erhielt die vorläufige Bezeichnung S/2006 (120347) 1.
Am 18. Februar 2011 wurde der Mond – zusammen mit den Monden von (216) Kleopatra, Cleoselene und Alexhelios – von der Internationalen Astronomischen Union (IAU) dann offiziell nach Aktaia, einer der 50 Nereiden, benannt, den Töchtern von Nereus und Doris.

## Bahneigenschaften

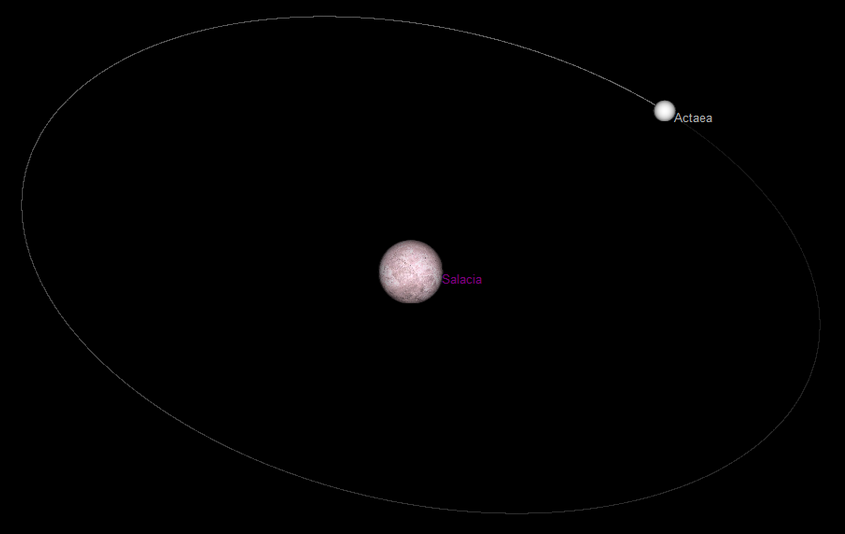
Orbitalsimulation von Salacia und Actaea.

Actaea umläuft Salacia auf einer prograden, elliptischen Umlaufbahn in einem mittleren Abstand von rund 5.619 Kilometern (6,209 Salacia- bzw. 18,544 Actaea-Radien) zu dem gemeinsamen Baryzentrum. Dies ist die nächste Umlaufbahn zweier großer Kuipergürtelobjekte, die möglicherweise nur vom wesentlich kleineren Borasisi-Pabu-System übertroffen wird. Die Bahnexzentrizität beträgt 0,0084, die -neigung ist bislang noch unbekannt.
Actaea umrundet Salacia in 5 Tagen, 11 Stunden und 51,1 Minuten, was 18.184,5 Umläufen („Monaten“) in einem Salacia-Jahr (274,53 Erdjahre) entspricht. In diesem Binärsystem dauert ein Monat dementsprechend 21,65 Salacia-Tage.

## Physikalische Eigenschaften
Actaea hat einen Durchmesser von 290 km, was etwa 34,4 % des Zentralkörpers entspricht. Das legt einen Vergleich mit dem Orcus-Vanth-System nahe. Actaea ist nach aktuellem Stand der drittgrößte Asteroidenmond, nach Ilmarë (376 km) und Haumeas Hiʻiaka (320 km).
Aufgrund der niedrigen Systemdichte von 1,16 g/cm³ müssten Actaea wie auch Salacia vorwiegend aus Wassereis bestehen, mit Beimengungen von Gestein. Die Masse des ganzen Systems ist 4.66 ± 0.22 · 1020, wovon etwa 96 % auf Salacia entfällt.
| Jahr                                         | Abmessungen km | Quelle           |
| -------------------------------------------- | -------------- | ---------------- |
| 2011                                         | 319,5          | Grundy u. a.     |
| 2012                                         | 292,8          | Vilenius u. a.   |
| 2012                                         | 303,0 ± 35,0   | Stansberry u. a. |
| 2013                                         | 286,0 ± 24,0   | Fornasier u. a.  |
| 2014                                         | <165,0         | Thirouin u. a.   |
| 2017                                         | 290,0 ± 21,0   | Brown u. a.      |
| Die präziseste Bestimmung ist fett markiert. |                |                  |